# Éric Legnini
Éric Legnini, (Huy, 1970. február 20. –) belga dzsesszzongorista. Olasz művészcsaládból származik.

## Pályafutása
Legnini a Liège melletti Huyban született belga dzsaazzongorista. Az Éric Legnini Trio zenekarvezetője.
A család Olszországból Belgiumba költözött. Legnini hatévesen kezdett  zongorázni. Tinédzser korában a dzsesszt kezdett játszani. 1988-ban két évre az Egyesült Államokba ment amerikai dzsesszt tanulni. Amerikából a Brussels Royal Conservatory of Music dzsessz-zongora tanáraként tért vissza.
Megismerkedett Jacques Pelzerrel. Megszületett egy Pelzer-album: „Never Let Me Go”, Barney Wilen és Michel Graillier vendégszereplésével.
Aztán Legnini a Stefano di Battista Quartetben kezdett zongorázni. Az 1990-es években Flavio Boltroval (trombita) és Stefano Di Battista-val (szaxofon) hozta létre az Éric Legnini Trio együttest, amellyel a 90-es években felhívta magára a figyelmet. Olyan társakkal játszott, mint Aldo Romano, a Belmondo Quintet, John Ruocco, Félix Simtaine, Jeanfrançois Prins, Michel Hatzigeorgiou, Dré Pallemaerts, Emanuele Cisi, Toninho Horta, Philip Catherine, Serge Reggiani, Hein van de Geyn, Marcia Pelzer, Jacques Pelzer, André Ceccarelli, Éric Le Lann és mások. Csodálta Phineas Newborn műveit, neki dedikálta a The Memphis Dude című lemezét.

## Albumok
- 1990: Essentiels
- 1990: Natural Balance
- 1993: Antraigues
- 1995: Rhythm Sphere
- 2005: Miss Soul

- 2005: The Memphis Dude (Miss Soul)

- 2007: Big Boogaloo
- 2009: Trippin
- 2012: Ballads

### Éric Legnini and the Afro Jazz Beat
- 2011: The Vox
- 2013: Sing Twice!

## Díjak
- 2006: Octave de la musique jazz
- 2011: Victoires du jazz („The Vox” című album)